# كأس ويلز 1951–52
كأس ويلز 1951–52 (بالإنجليزية: 1951–52 Welsh Cup)‏ هو موسم من كأس ويلز. فاز فيه نادي ريل.